# Pere Ignasi Fages i Mir
Pere Ignasi Fages i Mir (Barcelona, 30 de juny de 1942 – Sant Miquel de Fluvià, 18 de desembre de 2012) fou periodista, polític, productor i crític cinematogràfic. Era el fill petit del poeta Carles Fages de Climent.

## Biografia
Pere Ignasi Fages va estudiar les carreres de dret i periodisme. S'inicià professionalment encarregant-se de les relacions amb els mitjans de comunicació en la tancada d'intel·lectuals de Montserrat durant el procés de Burgos.

### Primera etapa com a productor cinematogràfic
Sempre interessat pel món del cinema, va dirigir sessions de cineclub a Barcelona i va promoure unes trobades a Sitges que van ser el preludi del festival de cinema que avui s'hi celebra.
Amb Antoni Kirchner va muntar una productora i distribuïdora de cinema que va produir la pel·lícula Cabezas cortadas, i amb Jaume Figueras va fundar el Cercle A (Art i Assaig) a Barcelona, una petita xarxa de cines d'art i assaig. També va contribuir a crear una estructura associativa presidint l'Associació de Productors de Cinema.

### Exili a París (1971-1975)
Durant el franquisme va militar al PSUC. En els últims anys de la seva vida va militar a l'Esquerra Republicana de Catalunya i va ser el fundador de l'Assemblea Nacional Catalana a l'Alt Empordà.
L'any 1971, la policia va anar al seu domicili de Barcelona per detenir-lo, però ell va fugir i va haver-se d'exiliar a París, on va ser cap de gabinet del dirigent comunista espanyol Santiago Carrillo. Junts van viatjar per diversos llocs, fins i tot per Xina i Corea, per trobar suports internacionals per a una via democràtica al socialisme.
A París també va exercir de periodista com a corresponsal del diari Tele/Exprés, on signava sota el pseudònim de Pere Portas. També a la capital francesa, va destacar com a difusor de les imatges de les manifestacions i de la repressió que patia l'Espanya de finals del franquisme. A part de col·laborar en el diari francès, durant la seva vida també va publicar nombroses crítiques cinematogràfiques a Fotogramas, Nuestro Cine, Treball o Mundo obrero.

### Després del franquisme
Amb la democràcia va retornar a Catalunya, reprenent la seva activitat com a productor cinematogràfic. Entre d'altres va produir la pel·lícula 1492: Conquest of Paradise dirigida per Ridley Scott i interpretat per Gérard Depardieu, Sigourney Weaver, Fernando Rey i Ángela Molina.
Durant una entrevista feta l'any 1993, Fages deia: "La normalització en cinema no està feta. Continua sent excepcional el fet d'estrenar, no tenim ni un mínim star system propi. El cinema català té una única virtut respecte a uns anys enrere: existeix".
L'any 1985 es va donar de baixa del PSUC tot acostant-se a posicions més crítiques amb l'autonomisme. A partir de l'any 2000 va militar a Esquerra Republicana de Catalunya.

### Obres i fons bibliogràfic
L'any 2009, amb la reedició de l'obra Climent del seu pare, Pere Ignasi Fages va poder mostrar el seu vessant d'investigador. Mostra d'això és l'extens epíleg que es pot llegir en aquesta edició.
La Biblioteca Fages de Climent de Figueres disposa d'una col·lecció formada per uns 2.000 volums, aproximadament, que formaven part de la biblioteca personal de Pere-Ignasi Fages. Ell mateix els va cedir a la biblioteca l'any 2011. Entre els documents es troben obres de política, cinema, periodisme, etc.

### Films produïts
- Cabezas cortadas de Glauber Rocha (1970)
- Vampir-Cuadecuc de Pere Portabella (1970).
- Umbracle de Pere Portabella (1972)
- Més enllà de la passió de Jesús Garay (1986)
- Els mars del sud (1992) i Olímpicament mort (1985) de Manuel Esteban
- Els fills del diable de Claude Gagnaire (1992)
- 1492 de Ridley Scott (1992)